# Nasoonaria sinensis
Nasoonaria sinensis là một loài nhện trong họ Linyphiidae.
Loài này thuộc chi Nasoonaria. Nasoonaria sinensis được Jörg Wunderlich & Da-xiang Song miêu tả năm 1995.